# Justus Reifenberg
Justus Reifenberg (auch Justus Reiffenberger; * in Haiger; † 21. August 1631 in Franeker) war ein deutscher Rechtswissenschaftler und Hochschullehrer.

## Leben
Reifenberg war der Sohn des Pfarrers Jakob Reifenberg. Er besuchte möglicherweise ab 1610 die Hohe Schule Herborn, studierte die Rechtswissenschaft am Gymnasium illustre Bremen, ab 1613 an der Universität Marburg und ab 1615 an der Universität Heidelberg. 1616 wurde er schließlich in Heidelberg zum Doktor beider Rechte promoviert.
Reifenberg folgte 1616 einem Ruf als Professor der Rechte an die Hohe Schule von Herborn. Dort entfaltete er rasch eine fruchtbare schriftstellerische Tätigkeit. 1621 folgte er einem weiteren Ruf an die neu eingerichtete Universität Rinteln. Dort hielt er, der als sehr guter Redner galt, die Eröffnungsrede des neuen Kollegiums. Der Dreißigjährige Krieg führte 1623 zu einem Überfall der Stadt, weshalb Reifenberg zusammen mit vielen Studierenden und Professoren floh. Noch 1623 erhielt er eine Professur der Rechte am hochschulischen Gymnasium illustre in Bremen.
Reifenberg nahm einen Ruf als Professor juris primarius an die Universität Franeker an, an die zur gleichen Zeit auch sein Verwandter Georg Pasor wechselte. 1626 hielt Reifenberg dort seine Antrittsvorlesung unter dem Titel De Studiis Humaniorum literarum ad jus Civile Necessariis. Er wurde 1630 zum Rektor der Universität gewählt.
Johann Jacob Wissenbach, ebenfalls Rechtsprofessor und Rektor in Franeker, war sein Neffe und Schüler.

## Werke (Auswahl)
- De iudicio : cui adduntur canones ..., Herbornae Nassoviorum : Christoph Corvinus, 1611 (Digitalisat)
- Dissertatio Politica Gemina, Herborn 1618.
- Monita, exempla, consilia politica, pro veteranis ab aula, quae ad uberrimum maximumque historicorum T. Livium, recta, vetera, salutaria pars eloquèntia ac libertate memorantem, copiosius enucleatius edisseruntur, Hoffmann, Frankfurt am Main 1619.
- Politische Beantwortung folgender außgestelten dreyer Fragen, Corvinus, Herborn 1619.
- Praxis Processus Civilis Iudiciarii, Eifridus, Hanau 1621.
- Dissertatio Politico-Historica. De Benevolentia Civium Principi maximé utili & necessariâ, Villiers, Bremen 1625.
- Manuductio, ad Libros IV Institutionum Imperial, Franeker 1627.
- Orationes, in quibus ratio coniungendi ius Romanum cum elegantiori literatura et politica explicatur; accedit manuductio ad institutiones, Amsterdam 1629.